# Paraxerus vincenti
Paraxerus vincenti är en däggdjursart som beskrevs av Robert William Hayman 1950. Den ingår i släktet Paraxerus och familjen ekorrar. Inga underarter finns listade i Catalogue of Life.

## Beskrivning
Pälsen på ovansidan är nästan svart, med gråspräckliga inslag. Hjässa och kinder är mörkbruna, med rödbrun päls runt ögonen och kring näsan. Resten av ansiktet är orange, liksom lemmar och undersida. Svansen är mycket mörk men med orange spetsar på de enskilda håren och nätt och jämnt märkbara, orange ringar.. Kroppslängden är knappt 21 till 22 cm, ej inräknat den 12 till 30 cm långa svansen. Vikten varierar mellan 200 och 550 g.

## Utbredning
Denna buskekorre har endast påträffats på berget Namuli i centrala Moçambique. Det är inte känt om den förekommer på andra berg i närheten.

## Ekologi
Arten vistas mellan 1 200 och 18 850 meter över havet. Habitatet utgörs av fuktiga bergsskogar. Arten äter frukter, bär, frön och olika gröna växtdelar.

## Bevarandestatus
IUCN kategoriserar arten globalt som starkt hotad, och populationen minskar. De främsta hoten är skogsbränder, uppodling och vedinsamling för bränsle. Arten jagas dessutom för sitt kött.